# اندیس منگنز چال گنبد
منگنز چال گنبد یک اندیس فلزی است که در حوالی شهر کهک استان قم قرار دارد و مادهٔ معدنی موجود در آن، منگنز است.سنگ میزبان این اندیس ماسه سنگ و کنگلومرا است و دیرینگی آن به دوران الیگوسن می‌رسد. در این اندیس، پاراژنز‌های کوارتز+کلسیت یافت می‌شوند.